# Mohamed Khedis
Mohamed Khedis (Algeri, 29 febbraio 1952 – Algeri, 26 agosto 2008) è stato un calciatore algerino, di ruolo difensore.
È deceduto il 26 agosto 2008 a causa di un attacco cardiaco.

## Carriera

### Club
Ha sempre giocato tutta la carriera per l'Hussein-Dey, in Algeria.

### Nazionale
Con la Nazionale algerina ha collezionato 49 presenze, tra il 1972 e il 1980.